# Minettia rufiventris
Minettia rufiventris är en tvåvingeart som först beskrevs av Macquart 1848.  Minettia rufiventris ingår i släktet Minettia och familjen lövflugor. Inga underarter finns listade i Catalogue of Life.